# Теленга Микола Абрамович
Мико́ла Абра́мович Теленга́ — український ентомолог, один з фундаторів біологічного захисту рослин в СРСР. Фахівець-систематик перетинчастокрилих комах-їздців. Професор, доктор біологічних наук.

## Біографія[1]
Микола Абрамович Теленга народився у селянській родині у станиці Степовій Краснодарського краю. Під час навчання у Кубанському педагогічному інституті працював на Кубанській станції захисту рослин. За дорученням викладача вивчав комах, що паразитують на шкідниках хлібних злаків та плодових дерев. Після закінчення вишу (1926) одержав направлення на Вищі курси прикладної зоології і фітопатології (Ленінград), згодом перетворені на дослідний інститут. Тут під керівництвом М. Ф. Мейєра він почав опановувати систематику їздців з родин Ichneumonidae і Braconidae. Одночасно він працював на обласній станції захисту рослин.
Закінчивши курси (1929), М. Теленга тимчасово працював старшим науковим співробітником Хорезмської дослідної станції і того ж року став співробітником Всесоюзного інституту захисту рослин (Ленінград). Тут він пройшов шлях від лаборанта до завідувача лабораторії хижих комах. Очолював роботи з вивчення шкідників цитрусових на Чорноморському узбережжі Кавказу, розробку та впровадження у садівничу практику боротьби з ними за допомогою жуків-сонечок. Організував експедицію на Далекий Схід для вивчення хижаків небезпечного шкідника — каліфорнійської щитівки. У 1936 р. М. Теленга захистив дисертацію і здобув ступінь кандидата біологічних наук.

### Період Другої світової війни
У 1940 р. Микола Абрамович переїхав до Києва і обійняв посаду зав. лабораторії біологічного методу в Інституті зоології АН УРСР.
Коли розпочалася німецько-радянська війна, Миколу Абрамовича в серпні 1941 року мобілізували до лав Радянської Армії. Він знаходився в резервних частинах, потім у Краснодарському краї. Тут він працював зоологом на Армавірській туляремійній станції, згодом — агрономом-ентомологом в Армавірському земельному управлінні.
Микола Абрамович повернувся до окупованого Києва, з січня 1943 р.[уточнити] працював в Інституті захисту рослин на посаді завідувача лабораторії біологічного методу (Інститут захисту рослин утворено на місці залишків кількох різних інститутів після їх евакуації на схід, переважно на місці і з кадрів Інституту зоології АН УРСР).
Після визволення міста з 15 листопада 1943 р. відновився на посаді зав. лабораторії Інституту зоології АН УРСР і невдовзі захистив докторську дисертацію (1944).

### Повоєнне життя
1946 року в Києві створили Інститут ентомології і фітопатології Академії наук УРСР (нині «Інститут захисту рослин НААН України»), і тоді ж М. А. Теленгу перевели до цього інституту на посаду зав. лабораторії хижих і паразитичних комах. З 1952 року й до кінця життя він обіймав посаду заступника директора цього інституту з наукової частини. З 1957 р. науковець паралельно з адміністративною роботою очолював відділ мікробіологічного методу захисту рослин.
Помер 26 грудня 1966 року в Києві.

## Наукова діяльність
М. А. Теленга зосередився на вивченні природних ворогів шкідливих комах, біологічному захисті рослин та дослідженні комах-ентомофагів, особливо паразитичних перетинчастокрилих: їх систематиці, морфології, фауністиці, поширенні, екології.
Його шлях у ентомологію починався із вивчення перетинчастокрилих-їздців. Саме про них йдеться у його першій публікації. Вагомим підсумком 15-річного вивчення родини Braconidae стали три томи у серії «Фауна СРСР» (див. нижче) загальним обсягом понад 1000 сторінок. У цих монографіях Микола Абрамович описав понад 200 нових для науки видів.
Пізніше він розробив схему походження та еволюції цієї групи комах. Він показав, що основні комплекси їздців формувалися на представниках інших рядів комах, в першу чергу на личинках жуків, які мешкають в стовбурах дерев. Цим була підкріплена теорія про первинних хазяїв їздців, заснована на палеонтологічному матеріалі. Його заслугою є широке використання методу фауністичних комплексів: урахування того, що мешкання комплексу видів в одному природному районі свідчить про спільність їх походження. Він експериментально показав, що спеціалізовані ентомофаги здатні попереджувати масові розмноження комах-шкідників, а багатоїдні (поліфаги) важливі у ліквідації спалахів масового розмноження комах.
Теоретичні дослідження стали основою для розробки рекомендацій та комплексних практичних заходів для застосування хижаків (зоофагів) та паразитів для захисту культивованих рослин. Зокрема, він окреслив коло природних ворогів і на основі експериментів обґрунтував їх використання проти низки комах. Серед них довгоносик буряковий звичайний, кров'яна та інші попелиці, метелики — листовійки, озима совка й плодожерки, каліфорнійська та інші щитівки та червеці, клоп шкідлива черепашка, конюшинові довгоносики-насіннеїди. Особливо багато зробив він для вивчення й практичного використання яйцеїдів з роду Trichogramma. Він висунув ідею підвищення ефективності ентомофагів шляхом гібридизації їх біологічних рас. Цінними є також його розробки у застосуванні проти шкідників паразитичних грибів та бактерій у поєднанні з малими дозами інсектицидів.
М. Теленга очолював Комісію по біометоду боротьби з шкідниками при ВАСГНІЛ, входив до координаційної ради по захисту рослин міністерства сільського господарства СРСР та зональної координаційної ради по захисту рослин в Україні.
В пам'ять про вченого названо мікроспоридію Nosema telengae Simchuk (1977) — паразита грушової плодожерки та яйцеїда — трихограму Теленги (Trichogramma telengae Sorokina, 1987).

### Основні праці
- Фауна СССР. Насекомые перепончатокрылые. — Том V. Выпуск 2. Семейство Braconidae (ч. 1). — М.—Л.: Издательство АН СССР, 1936. — 404 с.

- Фауна СССР. Насекомые перепончатокрылые. — V. 3. Bracoridae. — М.—Л.: Издательство АН СССР, 1941. — 466 с.

- Основные закономерности эволюции паразитизма у наездников с точки зрения данных по семейству Braconidae (Hymenoptera) // Журнал общей биологии. — 1941. — Т. II, 1. — С. 159—168.

- Происхождение семейства Braconidae в связи с эволюцией подотряда наездников (Hymenoptera, Heterophaga) // Доклады АН СССР. — 1941. — Т. XXX, 9. — C. 861—864.

- Біологічний метод боротьби з шкідниками сільськогосподарських культур: Посібник сільському господарству. — 1946. — Т. 1.

- Биологический метод борьбы с вредными насекомыми (хищные кокцинеллиды и использование их в СССР). — Киев: Издательство АН УССР, Институт энтомологии и фитопатологии, 1948. — 120 с.https://www.zin.ru/animalia/coleoptera/rus/teleng48.htm.

- Семейство Braconidae. — В кн.: Определитель насекомых Европейской части СССР/Под ред. С. П. Тарбинского и Н. Н. Плавильщикова. — М.- Л.: Сельхозгиз, 1948. — 1127 с.

- Происхождение и эволюция паразитизма у насекомых-наездников и формирование их фауны в СССР. — К.: АН УССР, 1952. — 138 с. [Перекладено на англійську][6].

- Биологический метод борьбы с вредными насекомыми сельскохозяйственных и лесных культур. — Киев: Издательство АН УССР, Институт энтомологии и фитопатологии, 1955. — 87 с. https://www.zin.ru/animalia/coleoptera/rus/teleng55.htm.

- Обзор фауны наездников семейства Braconidae Таджикистана // Энтомологическое обозрение, 1949. т. Т. 30,N № 3-4.-С.381-388.

- К биологии калифорнийской щитовки и ее паразитов в западных областях Украины // Науч. тр. Ин-та энтомологии и фитопатологии АН УССР. — К.: АН УССР, 1954. — Т. V. — С. 91–105.

- Фауна СССР. Насекомые перепончатокрылые. — V. 4. Braconidae. — М.—Л.: Издательство АН СССР, 1955. — 312 с. [Перекладено на англійську][7].

- До вивчення паразитів та хижаків хвойних пильщиків (Hymenoptera, Diprionidae) в умовах Київського Полісся // Праці Ін-ту зоології АН УРСР. — 1963. — Т. XIX. — С. 3–10.

- Динамика численности вредной черепашки на Украине и причины, обусловливающие ее депрессию // Зоологический журнал. — 1967. — Т. 46, вып. 2. — С. 213—218.

М. А. Теленга є автором понад 130 наукових та науково-виробничих публікацій. Повніші переліки праць вченого дивись,,.

## Педагогічна діяльність
У 1930-ї роки в Ленінграді на Вищих курсах прикладної зоології і фітопатології М. А. Теленга викладав систематику паразитичних комах і біометод захисту рослин. В 1944—1948 рр. за сумісництвом очолював кафедру захисту рослин Білоцерківського сільськогосподарського інституту. У січні 1947 р. йому було присуджено звання професора.
Під науковим керівництвом М. А. Теленги захищено понад 20 кандидатських дисертаційних робіт. Його вихованцями були відомі вчені-ентомологи: М. П. Дядечко, А. Й. Сікура, Л. В. Сікура, В. В. Ряховський, Г. Н. Жигаєв, Н. В. Лаппа, А. І. Сметник, В. П. Приставко, М. М. Тронь, Ж. Д. Кудіна, В. М. Гораль.